# Ricardo Rebollo Mendoza
Ricardo Armando Rebollo Mendoza nació el 27 de agosto de 1969, en Gómez Palacio, Durango, un año después de que su padre, don José Rebollo Acosta terminara su primer periodo como Presidente Municipal de esta misma población.
Penúltimo de diez hermanos, cursó la preparatoria en una escuela militar en Estados Unidos. Posteriormente, se tituló como Contador Público por el Campus Laguna del Tecnológico de Monterrey. 
En 2005, inició formalmente su trabajo en el sector público, al ser invitado por el gobernador Ismael Hernández Deras para que ocupe la Secretaría de Desarrollo Económico del Estado de Durango.
El 31 de agosto de 2007 rindió protesta como Presidente Municipal de Gómez Palacio. El 26 de enero de 2009 pidió licencia para ir por la diputación del Distrito 2, dejando el cargo de alcalde de la ciudad al cínico y gran amigo suyo Mario Calderón Cigarroa.
- Datos: Q6108435